# Mega Man Xtreme
Mega Man Xtreme é um jogo eletrônico da série Mega Man.

## História
Um hacker de um grupo de Mavericks, chamado de Shadow Hunters (versão negativa do Maverick Hunters), Techno é um hacker dos Shadow Hunters, ele desestabiliza todos os canais e deixa antigos Mavericks destruírem o mundo. Naturalmente, X vai para o cyberespaço para parar essa maluquice. O nível de dificuldade determina os chefes que X encontra no caminho.

## Personagens
Personagens que voltaram
- Mega Man X
- Zero
- Dr. Cain

Novos personagens
- Zain
- Geemel
- Middy
- Techno

## Itens

### Atualizações
- Light Armor (Atualizações do corpo)
- Atualização das botas - Encontrada na fase do Chill Penguin, permite ao X automaticamente dar uma rasteira aérea enquanto escala paredes. Também permite X quebrar certos blocos chutando eles enquanto escala paredes.
- Atualização do corpo - Encontrada na fase do Flame Stag, reduz o dano que X recebe pela metade.
- Atualização do capacete - Encontrada na fase do Storm Eagle, permite X quebrar blocos encostando a cabeça neles.
- Atualização do X-Buster - Encontrada na fase do Spark Mandrill, permite ao X carregar o X-Buster para um quarto nível (versus os três anteriores). Também permite carregar as armas dos chefes para um segundo nível.
- Shotokan (Shoryuken e Hadouken) - Encontrado na 2ª. fase dos Shadow Hunters (é necessário que possua todos os itens do jogo com a exceção deste para adquirir), dá ao X dois ataques dos dois primeiros jogos para SNES: O Hadouken de Mega Man X e o Shoryuken de Mega Man X2. Para usar o Hadouken, carregue o tiro até ao máximo (quarto nível), segure baixo, solte a carga. Para usar o Shoryuken, é do mesmo modo do Hadouken, mas segure cima em vez de baixo.

### Zero Scrambles
- Dash - encontrado na fase do Armored Armadillo, quando usado, Zero aparece e colide com o inimigo.
- Rising - Encontrado na fase do Wheel Gator, quando usado, Zero pula para cima com o Z-Saber, dando um ataque aéreo.
- Earth Gaizer - Encontrado na fase do Morph Moth, quando usado, Zero envia uma onda terrestre.
- Zero Final - Encontrado na fase do Magna Centipede, quando usado, Zero faz seu ataque máximo.

### Suplementos de energia
- Heart Tanks - Aumentam a barra de energia de X por duas unidades. São oito no total, um em cada fase. Assim, X pode absorver mais dano.
- Sub Tanks - São quatro no total, dois em cada modo (no extreme [extremo] possui os quatro). Guardam energia extra para quando a energia estiver baixa ou para lutas mais importantes.

## Mavericks
| Nome em inglês    | Nome em japonês    | Arma ganha     | Fraqueza       |
| ----------------- | ------------------ | -------------- | -------------- |
| Chill Penguin     | Icy Penguigo       | Shotgun Ice    | Speed Burner   |
| Spark Mandrill    | Spark Mandriller   | Electric Spark | Shotgun Ice    |
| Armored Armadillo | Armor Armage       | Rolling Shield | Electric Spark |
| Storm Eagle       | Storm Eagleed      | Storm Tornado  | Spin Wheel     |
| Flame Stag        | Flame Stagger      | Speed Burner   | Storm Tornado  |
| Morph Moth        | Metamor Mothmeanos | Silk Shot      | Speed Burner   |
| Magna Centipede   | Magne Hyakulegger  | Magnet Mine    | Silk Shot      |
| Wheel Gator       | Wheel Aligates     | Spin Wheel     | Magnet Mine    |

### Estágios nos níveis de dificuldade
Normal
| Storm Eagle   | Flame Stag     |
| Chill Penguin | Spark Mandrill |

Hard (Difícil)
| Wheel Gator       | Magna Centipede |
| Armored Armadillo | Morph Moth      |

Extreme (Extremo)
| Wheel Gator       | Magna Centipede |
| Armored Armadillo | Morph Moth      |
| Storm Eagle       | Flame Stag      |
| Chill Penguin     | Spark Mandrill  |